# Hollie Webb

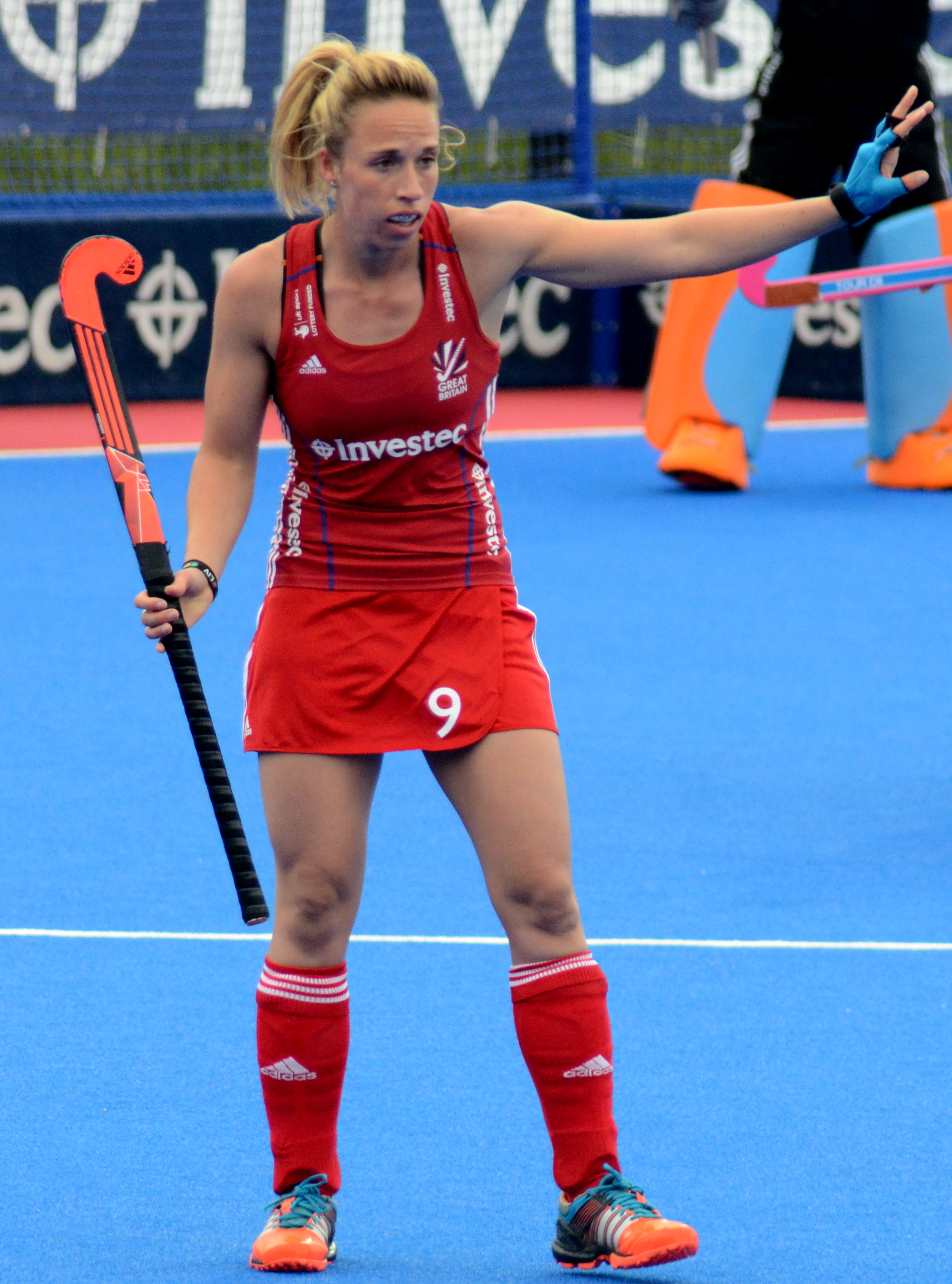
Hollie Webb (2015)

Hollie Webb, seit 2017 Hollie Pearne-Webb, MBE (* 19. September 1990 in Belper) ist eine britische Hockeyspielerin. Sie war Olympiasiegerin bei den Olympischen Spielen 2016 und Europameisterin 2015.

## Leben
Die 1,65 m große Hollie Webb debütierte 2013 in der englischen Nationalmannschaft. Im gleichen Jahr bestritt die Verteidigerin bei der Europameisterschaft in Boom ihr erstes großes Turnier. Die Engländerinnen belegten in der Vorrunde den zweiten Platz hinter der deutschen Mannschaft. Nachdem die Engländerinnen im Halbfinale die Niederländerinnen im Penaltyschießen bezwungen hatten, trafen sie im Finale wieder auf die Deutschen und unterlagen im Penaltyschießen. Bei der Weltmeisterschaft 2014 in Den Haag belegten die Engländerinnen in ihrer Vorrundengruppe den letzten Platz und klassierten sich als Elfte von zwölf Mannschaften. Anderthalb Monate später fanden in Glasgow die Commonwealth Games 2014 statt. Die Engländerinnen belegten in ihrer Vorrundengruppe den zweiten Platz hinter den australischen Damen. Nach einem Halbfinalsieg über die Neuseeländerinnen trafen die Engländerinnen im Finale wieder auf die australische Mannschaft und unterlagen im Shootout. 2015 war London Austragungsort der Europameisterschaft. Die Engländerinnen gewannen ihre Vorrundengruppe vor den Deutschen und bezwangen im Halbfinale die spanische Mannschaft. Das Finale wurde im Shootout entschieden und die Engländerinnen gewannen gegen die Niederländerinnen.
Hollie Webb hatte bereits 2014 ihr erstes Länderspiel in der britischen Nationalmannschaft bestritten. Nach der Europameisterschaft 2015 trat sie bis zu den Olympischen Spielen 2016 in Rio de Janeiro nur in der britischen Mannschaft an. Beim Turnier in Rio de Janeiro gewannen die Niederländerinnen und die Britinnen jeweils ihre Vorrundengruppe. Die Britinnen erreichten das Finale mit Siegen über Spanien und Neuseeland. Die Entscheidung im Finale gegen die Niederländerinnen fiel einmal mehr im Shootout, die Britinnen gewannen die Goldmedaille. Hollie Webb erzielte im Shootout den letzten und entscheidenden Treffer.
Nach den Olympischen Spielen begann wieder die Zeit der englischen Nationalmannschaft. Bei der Europameisterschaft 2017 in Amstelveen gewannen die Engländerinnen Bronze vor den Deutschen. Die Europameisterschaft 2017 war das letzte Turnier, bei dem Hollie Webb unter diesem Namen antrat. Ab November 2017 spielte sie unter dem Namen Hollie Pearne-Webb. Im Frühjahr 2018 siegten die Engländerinnen bei den Commonwealth Games an der australischen Gold Coast im Spiel um Bronze gegen die indische Mannschaft. Drei Monate später bei der Weltmeisterschaft in London unterlagen die Engländerinnen im Viertelfinale den Niederländerinnen. In der Gesamtwertung erreichten sie den sechsten Platz. 2019 unterlagen die Engländerinnen bei der Europameisterschaft in Antwerpen im Spiel um den dritten Platz der deutschen Mannschaft. Hollie Pearne-Webb war ab der Europameisterschaft 2019 Kapitänin der englischen Mannschaft. Zwei Jahre später verpassten die Engländerinnen das Halbfinale bei der Europameisterschaft in Amstelveen und belegten den fünften Platz. Bei den Olympischen Spielen in Tokio bezwangen die Britinnen im Viertelfinale die Spanierinnen im Penaltyschießen, im Halbfinale unterlagen sie den Niederländerinnen mit 1:5. Im Spiel um den dritten Platz trafen die Britinnen auf die Inderinnen und siegten mit 4:3.
2022 besiegten die Engländerinnen bei den Commonwealth Games in Birmingham im Finale die Australierinnen mit 2:1. Zwei Jahre später schied Webb mit der britischen Mannschaft im Viertelfinale der Olympischen Spiele in Paris gegen die Niederländerinnen aus.
Bis August 2024 absolvierte Webb 183 Länderspiele in der englischen Mannschaft und 186 Länderspiele im britischen Team.